# PIK Vrbovec
PIK Vrbovec — хорватське підприємство м'ясної промисловості з міста Врбовець, акціонерне товариство. Крім виробів під торговою маркою «PIK», виготовляє і вибраний асортимент продукції під брендом «Sljeme», добре знайомий хорватським споживачам своєю якістю. Продукція «PIK» також експортується на закордонні ринки.

## Історія
Виникло 1961 року на базі м'ясокомбінату, що належав Джуро Предовичу, заснованого ще 1938 року. 

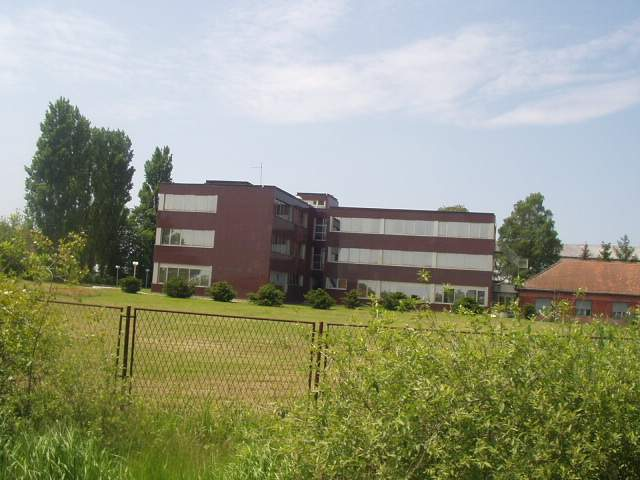
Адміністрація «PIK».

Пригорський край, де знаходиться «PIK Vrbovec», традиційно відомий скотарством, особливо свинарством, яке послужило хорошою основою для м'ясної промисловості, яку представляє дане підприємство. «PIK Vrbovec» багато років виробляє та розробляє якісні м'ясні вироби під брендом «PIK», які знайшли своїх споживачів у Хорватії, регіоні, Європі та Америці.
З 2005 року «PIK Vrbovec» входить до концерну «Агрокор». Саме відтоді розпочався дуже інтенсивний розвиток компанії, яка щороку фіксує рекорди у кількості виробленої продукції. Завдяки модернізації виробничих потужностей та логістичних центрів, постійним інвестиціям у якість продукції і відстеженню тенденцій та новій філософії бізнесу, націленій на ринок і споживача, «PIK» стає визнаним брендом і лідером ринку в Хорватії.
У кожному із сегментів ринку «PIK» випускає провідні бренди, які за якістю можуть конкурувати з найкращими світовими продуктами. Наприклад, шинки, мортаделла, ковбаси тривалого зберігання, паризька варена ковбаса «PIKO» і сосиски завдяки своїй високій якості та довірі споживачів є лідерами ринку у своєму сегменті.
2006 року «PIK Vrbovec» продав 25 000 тонн м'яса, що на 78 відсотків більше, ніж у 2005 році, та понад 13 000 тонн переробленої продукції, або на 31 відсоток більше, ніж роком раніше. Із загального виробництва переробленої продукції 2200 тонн припадає на консерви. Перед тим, як увійти в концерн «Агрокор», потужності «PIK Vrbovec» використовувалися приблизно на 30 відсотків. У 2005 році, зі зростанням виробництва, використання потужностей також збільшилося і перевищує 90 відсотків за подальшого постійного зростання. Нарощуються потужності забою свиней та ВРХ. Також було закуплено нові сучасні машини, що збільшило переробну потужність або дозволило оновити пакування, виробництво нової продукції тощо. Найбільші інвестиції вкладено в нові лінії для нарізки продуктів потужністю дві тонни за зміну, потім у лінії для виробництва ковбас менш тривалого зберігання та лінії з виробництва шинки. Це збільшило потужності переробки приблизно на 28 відсотків.
На початку 2009 р. компанія представила на ринок фасоване свіже м'ясо під брендом «PIK», тим самим пропонуючи своїм споживачам упаковане червоне м'ясо перевіреної якості та безпеки, гарантованої встановленою системою відстеження, яка дозволяє контролювати харчовий продукт із моменту вирощування через переробку, виготовлення, збут аж до зберігання на полицях крамниць.

### Продукція
Надійність та якість усіх виробів «PIK» — це результат багаторічної традиції та досвіду вправних майстрів, які вже майже 70 років вкладають своє вміння і любов до своєї праці у вироби «PIK Vrbovec».

#### М'ясні продукти
- шинка
- мортаделла
- паризька (варена ковбаса) «PIKO»
- сосиски
- ковбаси тривалого зберігання
- сушені м'ясні вироби
- м'ясні консерви
- ковбаси для готування та запікання
- м'ясні вироби менш тривалого зберігання
- ковбаси менш тривалого зберігання
- «Sljeme» (Слєме)

#### Свіже м'ясо
- свинина
- яловичина
- телятина
- баранина

### Прозорість виробництва
Простежуваність — це можливість визначати походження кожної сировини від місця вирощування до кінцевого виробництва. Весь процес починається з вирощування корму для тварин і охоплює всі стадії виробництва, переробки та збуту.

### Сертифікати
- HACCP (Hazard Analysis Critical Control Points)
- ISO 14001:2004; ISO 9001:2008
- OHSAS 18001:2007
- експортний номер HR 10 (нагляд європейської та американської інспекцій)
- контроль уповноваженої та службової інспекції
- власна лабораторія (мікробіологічна і хімічна)
- контроль процесу
- простежуваність («від поля до столу»)